# Carios martelorum
Carios martelorum är en fästingart som beskrevs av de la Cruz 1978. Carios martelorum ingår i släktet Carios och familjen mjuka fästingar.
Artens utbredningsområde är Kuba. Inga underarter finns listade.